# Alabandos
Alabandos (altgriechisch Ἀλάβανδος Alábandos) ist eine Person der griechischen Mythologie.
Er ist der eponyme Heros der karischen Stadt Alabanda. Nach einem Fragment des Apollonios von Letopolis bei Stephanos von Byzanz ist er ein Sohn des Kar, Sohn des Flussgottes Phoroneus und erster König von Megara, und der Kallirrhoë, einer Tochter des Flussgottes Maiandros. Nach Stephanos entspricht der karische Ausdruck ἄλα ála dem altgriechischen ἵππος híppos, deutsch ‚Pferd‘, und βάνδα bánda dem altgriechischen νίκη níkē, deutsch ‚Sieg‘, weshalb die Stadt von Kar nach einem siegreichen Wagenrennen seines Sohnes nach diesem benannt worden sein soll.
An anderer Stelle ist Alabandos bei Stephanos ein Sohn des Lykiers Euippos, der in der Ilias von Patroklos erschlagen wird, dem eponymen Heros des wahrscheinlich zu Alabanda gehörenden Demos Euippe. Cicero führt Alabandos als Beispiel für die Vergöttlichung von Heroen an, nachdem in Alabanda ein derartiger Heroenkult des Alabandos bestanden haben soll.